# Jazz (baile)

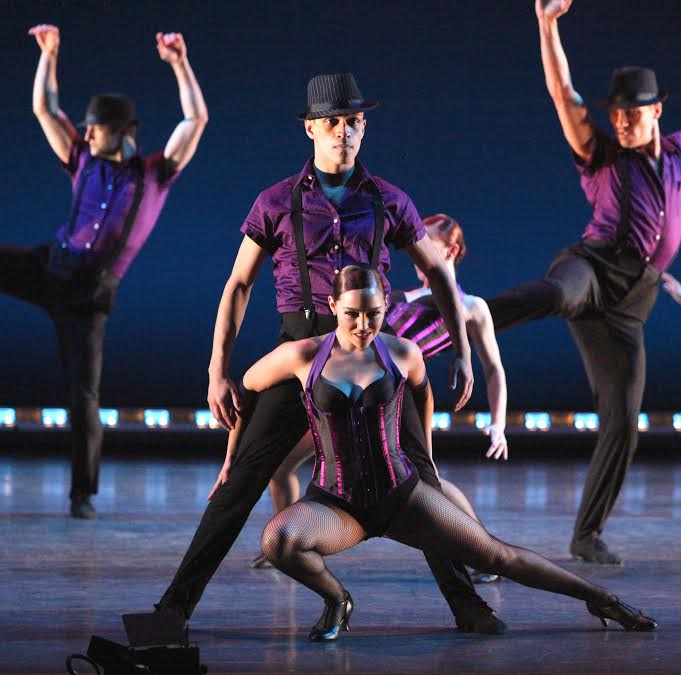
Miembros de la compañía estadounidense de danza jazz "Giordano Dance Chicago" interpretando Feelin 'Good Sweet.

La danza jazz es una clasificación integrada por una amplia gama de estilos de baile. Antes de la década de 1950, se refiere a la danza originada a partir de estilos de danza africana vernácula de América. En la década de 1950 surgió un nuevo género de danza jazz, la danza moderna jazz, con raíces en la danza tradicional del Caribe. Todos los estilos personales de danza jazz tienen raíces atribuibles a uno de estos dos orígenes. Los distintos tipos de jazz son: el tradicional, el góspel, el funk y el primitivo afrocaribeño. Un estilo más pulido es el Broadway jazz, que se baila en los musicales de Nueva York y en otras ciudades. Emplea múltiples técnicas como las del ballet clásico, de la danza contemporánea y la expresión corporal.

## Origen
La Danza Jazz fue tomando elementos del ballet, así como de otros bailes más modernos. Pasó por diferentes influencias de bailes como el charlestón, el big apple y el jitterbug. Como danza para el escenario, la danza teatral de la década de 1940 experimentó un desarrollo mayor y en las décadas de 1950 y 1960 surgió un estilo que tomaba los elementos que necesitaba tanto del ballet como de la danza moderna y del claqué. Así desde ese momento generando varias ramificaciones de la danza jazz.
En la actualidad esta danza es más practicada por niños, adolescentes y adultos sin importar género o color de piel. Aplicando una gran variedad de movimientos modernos, que cada coreógrafo implementa desde su creatividad haciéndolo único y diferente.

## Características
- En este estilo la movilidad del torso es muy importante. Es característica la posición de los pies en paralelo, a diferencia de los pies en primera posición (rotados) del ballet.
- En esta danza la mayoría de sus pasos son en el piso, como quien dice es una danza terrenal, en el cual tienes que sentir la música y expresar tus sentimientos.
- La flexibilidad es un elemento muy significativo.
- Los elementos de la música jazz son la síncopa, el estilo individual y la improvisación. La danza jazz original tomó estos mismos elementos.

## Técnica
La danza jazz, en su evolución, que no tiene técnicas concretas, se sirve de elementos técnicos de la danza moderna y el ballet, sin dejar por ello de poseer su propio trabajo técnico y, sobre todo, estadístico, principalmente en lo que hace a la movilidad del torso y la disociación de la parte superior con respecto a los trabajos de pies y piernas. Las contracciones abdominales, el trabajo a tierra, y la particular manera de entrar y salir del suelo son características fundamentales de esta disciplina, sobre todo en lo que se conoce como "moderno jazz".

## Estilos de jazz

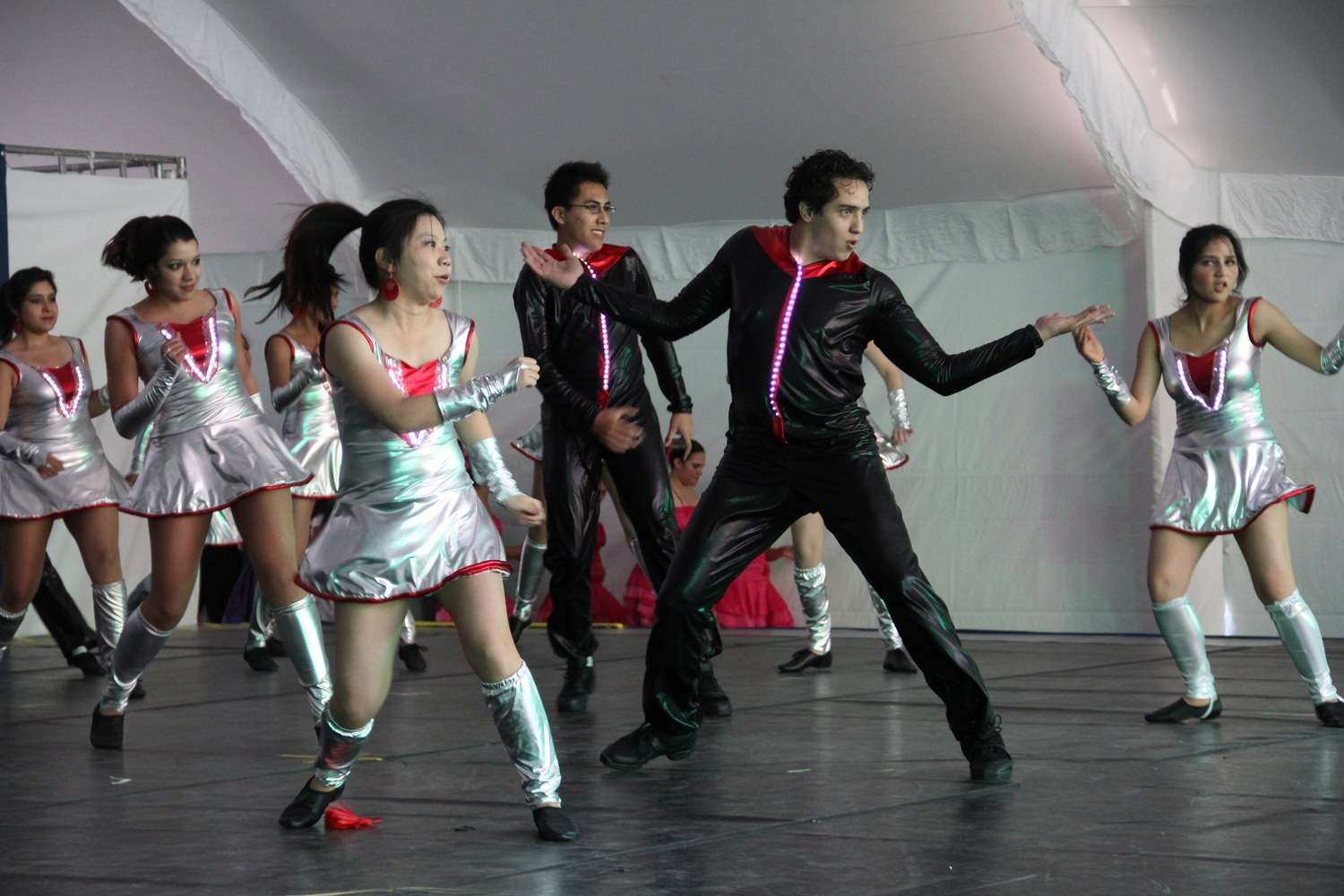
Alumnos de Instituto Tecnológico y de Estudios Superiores de Monterrey, Campus Ciudad de México hace danza jazz como parte de la Semana de la Cultura.

### Estilo clásico
Estilo de danza donde se aplica la técnica clásica básica estiliza con movimientos de contracción y enlogación, llenos de fuerza y sensualidad lírica, derivados de las sensaciones corporales provocadas por la música de blues y jazz contemporáneo.
puede ser el chase entre otros

### Estilo moderno
Este estilo es aplicada a ritmos de cortes modernos, en la cual se utilizan técnicas del ballet clásico y al igual se complementa con estilos de libre expresión y estética corporal, pero siguiendo la estructura del ballet clásico, e implementada en música comercial.

### Estilo teatral
Este estilo es delineado por técnicas de expresión corporal, jazz y danza contemporánea donde el objetivo es la representación y personificación teatral, utilizando además gestos, ademanes, posturas, entre otras cosas, sobre diversos ritmos musicales utilizados en montajes y espectáculos de los géneros opera rock y comedia musical.

### Estilo contemporáneo
Este estilo emplea múltiples técnicas combinando el ballet clásico, por la danza contemporánea y la expresión corporal. Se enfoca más que todo en movimientos del torso y la parte superior del cuerpo.

### Estilo funk
Este último es uno de los más modernos y urbanos también llamado street jazz o funk jazz derivado de la música que se encuentra fuertemente estilizada con percusiones electrónicas o acústicas, en lo cual esto da al paso de VB movimientos agresivos y fuertes, con remates muy marcados, movimientos de coordinación rápida y acentuados en contratiempo.